# Miquel Utrillo
Miquel Utrillo i Morlius (Barcellona, 16 febbraio 1862 – Sitges, 20 gennaio 1934) è stato un ingegnere, pittore, decoratore, critico e promotore artistico spagnolo.

## Biografia
Cominciò a Barcellona i suoi studi d'ingegneria conclusi poi all'Institut National Agronomique di Parigi, dove la sua famiglia si era trasferita, e nella quale rimase per esercitare la professione. In seguito lavorò anche in Bulgaria, Germania e Belgio. Nel 1887 tornò in Spagna per occuparsi di alcuni lavori in occasione dell'Esposizione Universale che si sarebbe tenuta a Barcellona l'anno seguente.
Nel 1889 il giornale La Vanguardia lo incaricò di alcuni servizi sull'Esposizione Universale di Parigi ed egli si trasferì nel quartiere Montmartre, con l'intenzione di dedicarsi alla pittura. Lì conobbe Santiago Rusiñol e Ramon Casas, ma soprattutto ebbe una relazione con la pittrice e modella Suzanne Valadon, da cui nacque un figlio (Maurice Utrillo, futuro celebre pittore) che egli riconobbe solo nel 1891. 
Nel 1893 lasciò Parigi per trasferirsi negli Stati Uniti con l'obiettivo di realizzare spettacoli di ombre cinesi, progetto che poi fallì.
Tornò a Barcellona nel 1895 e con Rusiñol e Casas formò il nucleo originario del movimento modernista catalano, collaborando a diverse riviste e creandone una: Forma, che fu tra le prime a interessarsi del giovane Pablo Picasso.
Fu anche direttore artistico dell'Esposizione Universale di Barcellona del 1929, partecipando attivamente alla realizzazione del Poble Espanyol sul Montjuïc.